# مانابو مینامی
مانابو می‌نامی (انگلیسی: Manabu Minami؛ زادهٔ ۱۷ فوریهٔ ۱۹۸۸) بازیکن فوتبال اهل ژاپن است.